# Futbol 3 vs 3
El futbol 3vs3 és una varietat de futbol que es juga entre dos equips. Cada equip només pot tenir tres jugadors/es al camp alhora (d'aquí el nom "3 v 3" o "3 contra 3"). Aquest estil de futbol es coneix més comunament com a joc "de camp petit", en comparació amb un joc de camp complet amb equips més grans. El camp utilitzat és més petit que un camp de futbol reglamentari, en canvi, normalment fa 30 iardes d'ample per 40 iardes de llarg, tot i que aquestes dimensions varien força quan el joc es juga a l'interior a causa dels diversos estils i mides dels camps interiors. Utilitza una porteria molt més petita que el futbol de camp complet. A la majoria de 3 vs 3 no hi ha porter,  tot i que una variant, el Micro Futbol 3 vs 3, sí que utilitza un porter.
Es diu que el "3vs3 Soccer" és la forma de futbol de més ràpid creixement al món. La seva major popularitat es troba als Estats Units, on es celebren centenars i potser milers de tornejos cada any; a més, també ha començat a tenir èxit en molts altres països. Nike va ajudar a popularitzar-lo amb el seu Joga3 Joga Bonito Tour internacional el 2006, en què els equips es van classificar en esdeveniments locals d'arreu del món, culminant amb una gran Copa del Món 3vs3 jugada al Brasil.
El 3 contra 3 és un joc molt més ràpid i amb més puntuació que el futbol tradicional. La velocitat d'atac, l'ús de la triangulació i les estratègies incorporen aspectes de l'hoquei al joc. El canvi ràpid d'un extrem a l'altre del camp després de marcar un gol o en perdre la possessió recorda al bàsquet . Requereix la combinació d'habilitats individuals amb el treball en equip.
L'augment de popularitat d'aquest esport es deu en gran part al fet que tots els membres de l'equip tenen el mateix temps de joc i tocs de pilota aproximadament iguals. Tots els jugadors al camp formen part del joc. A causa de la velocitat del joc i del fet que els jugadors estan constantment en moviment, hi ha substitucions freqüents. Un jugador típic pot ser rotat sis vegades o més en un partit. No hi ha posicions assignades permanentment com sí que hi ha en el futbol de tots els equips, cosa que dóna a cada membre de l'equip el mateix estatus i la mateixa importància. Això ajuda a desenvolupar habilitats individuals.

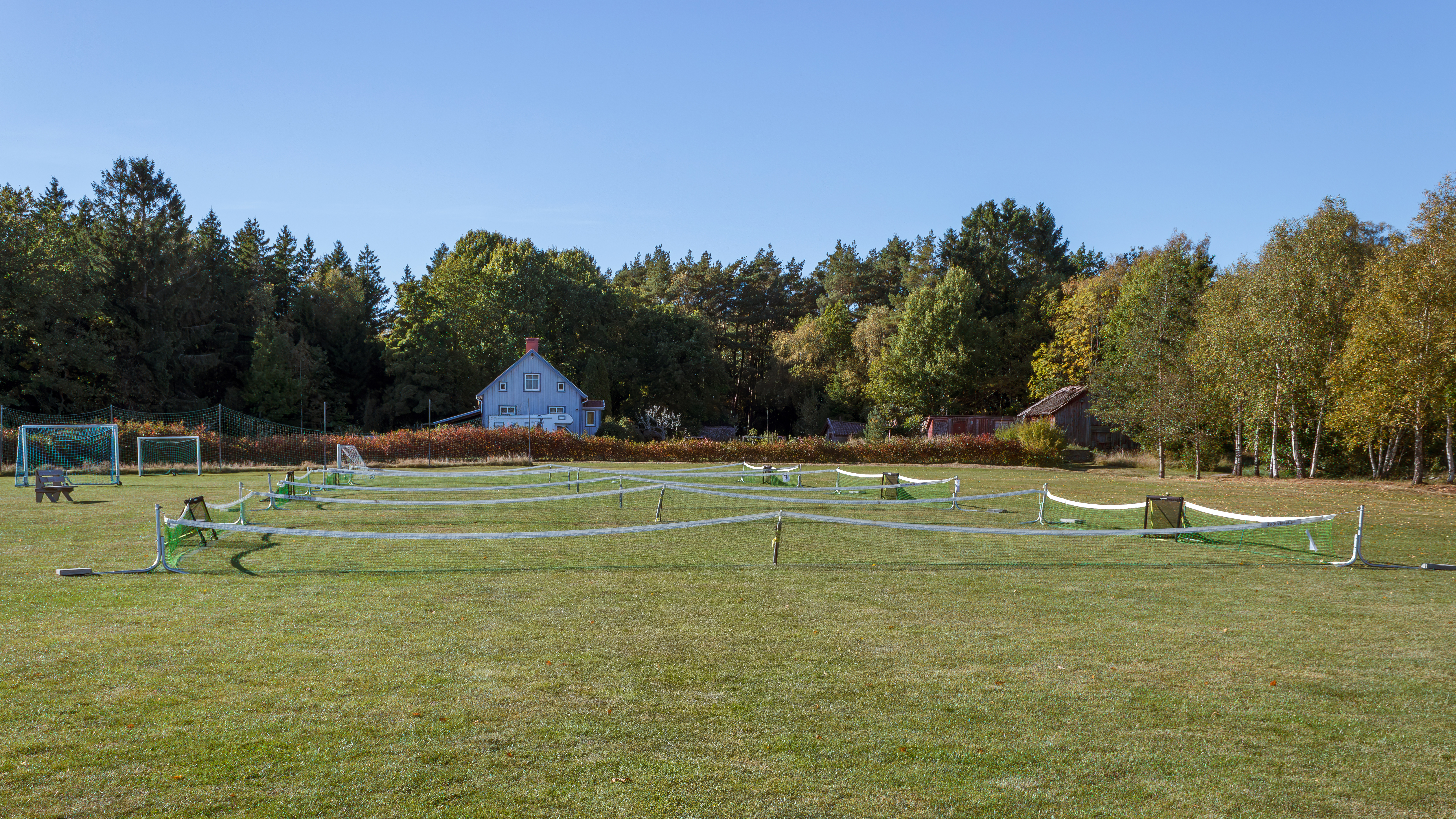
Les xarxes es preparen per a un torneig de futbol 3 contra 3 a Brastad, Suècia.

Actualment hi ha tres grans circuits als Estats Units: el Kick it 3v3 Soccer, amb seu a Colorado, i el seu Campionat Mundial se celebra a l'ESPN Wide World of Sports Complex de Florida; el 3v3 Live, amb seu a Utah,  i el Challenge3v3, amb seu a Florida. 
La fama del futbol 3 contra 3 està creixent, especialment en nacions com Sèrbia i Austràlia. A partir de principis del 2023, han aparegut molts torneigs, destinats a jugadors de diferents edats, que els ofereixen la possibilitat d'inscriure's i participar.
A més, s'està veient l'arribada de noves plataformes al món de l'esport que volen impulsat aquesta activitat. Aquestes plataformes donen l'oportunitat als jugadors de dissenyar perfils únics i apuntar-se fàcilment a competicions en línia. També, els jugadors poden guanyar punts que ajuden a mostrar les seves classificacions a la plataforma de futbol 3x3, que reflecteix les capacitats i èxits dels futbolistes en aquesta modalitat davant del públic.